# アマ・ダブラム
アマ・ダブラム（Ama Dablam）は、ヒマラヤ山脈にある山。標高6,856m。「アマ・ダブラム」とはシェルパ語（チベット語の方言）で「母の首飾り」という意味。切り立った山肌と稜線が特徴的である。

## 登山について
何本かの登山ルートが開かれているが、どのルートから登るにしても非常に急峻で、高度な登山技術が要求される。モンスーンの後の天候は安定するが、ポストモンスーン特有の厳しい寒気に加え、標高6,000mを超える希薄な空気という厳しい条件での登山になる。

## 登頂史
- 1961年3月13日： ニュージーランドのヒラリー隊が初登頂[3]。
- 1979年4月30日： ジェフ・ロウ（英語版）が南壁単独初登攀。
- 1979年10月21日-10月23日： フランス隊が北稜初登攀。
- 1985年： 山学同志会の坂下直枝、有明正之が西壁初登攀。
- 1992年： 山野井泰史（当時27歳）が西壁（6812m）を冬季単独初登壁[6]。

アマ・ダブラム
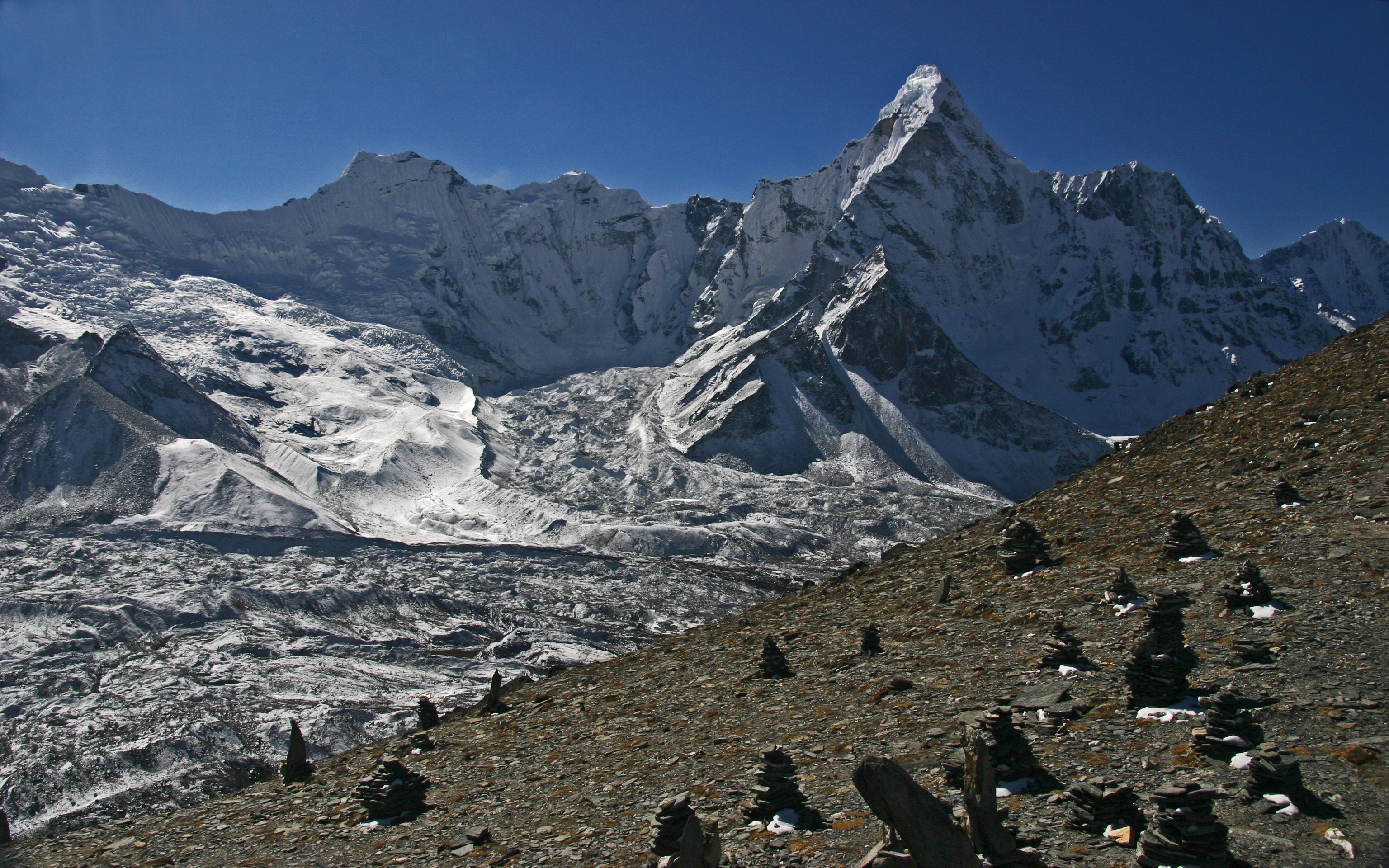
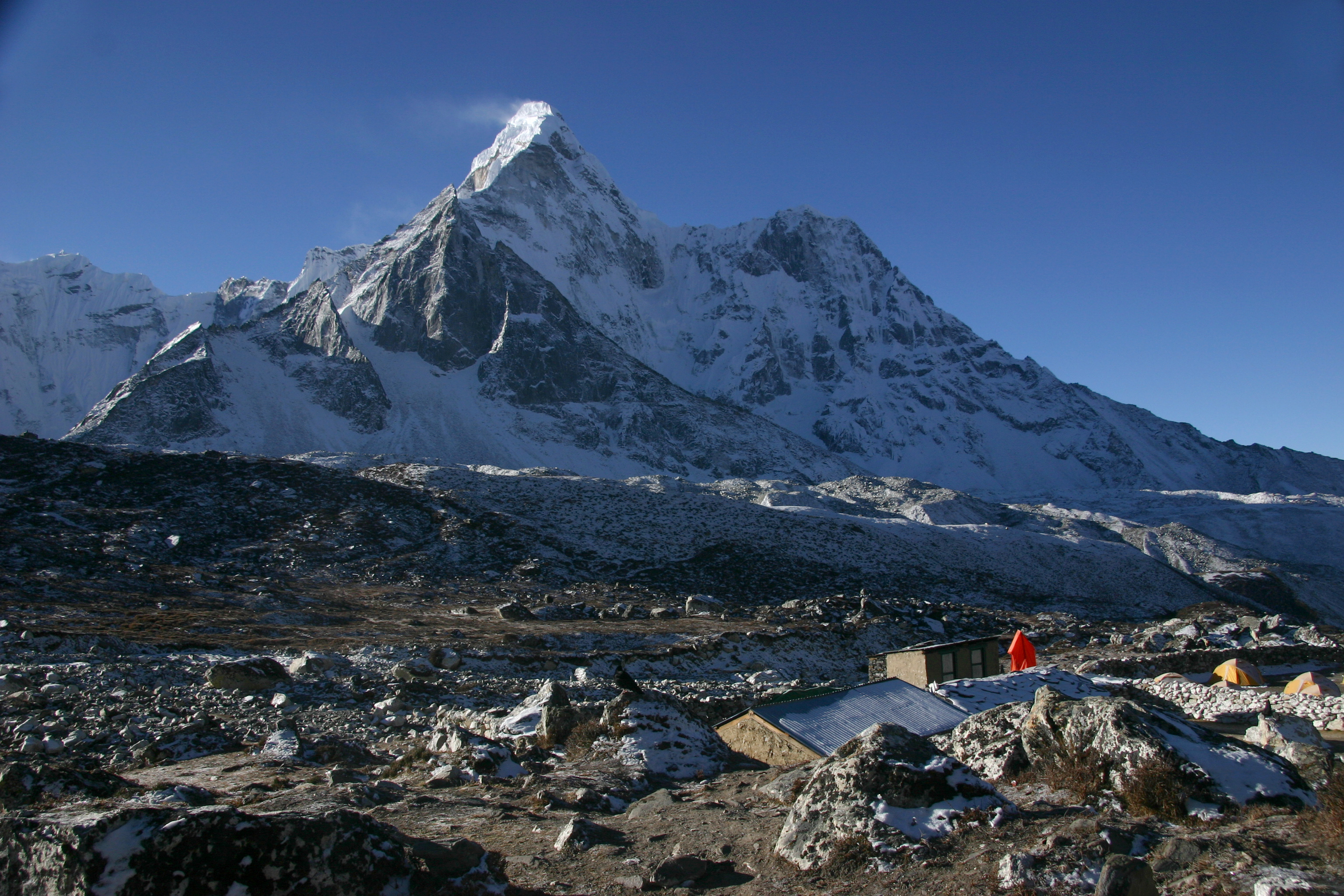
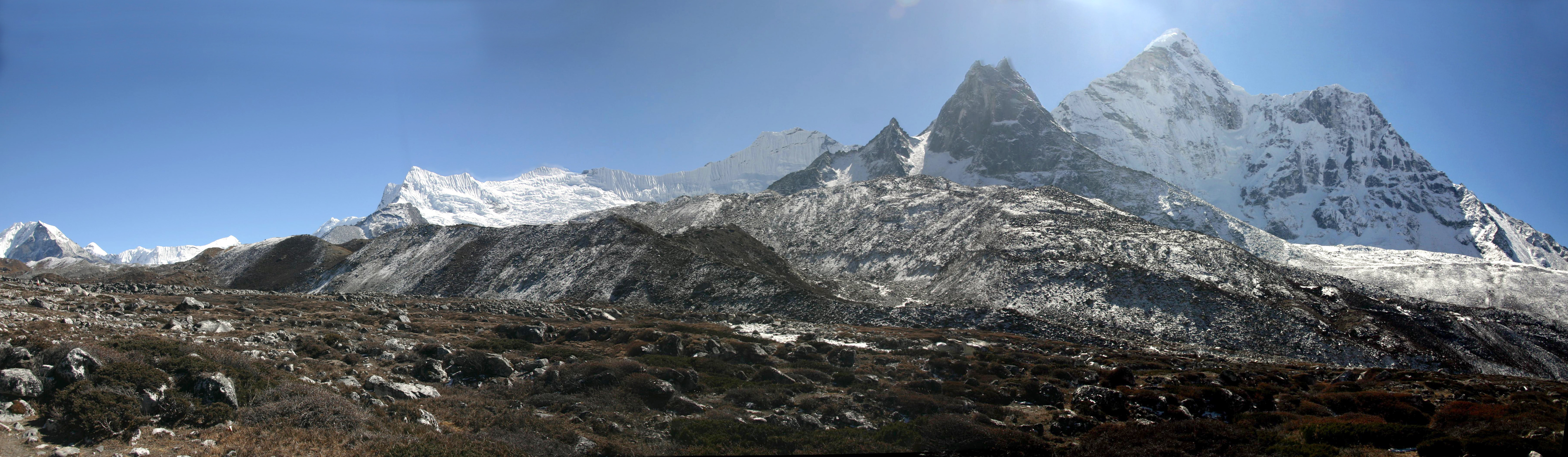
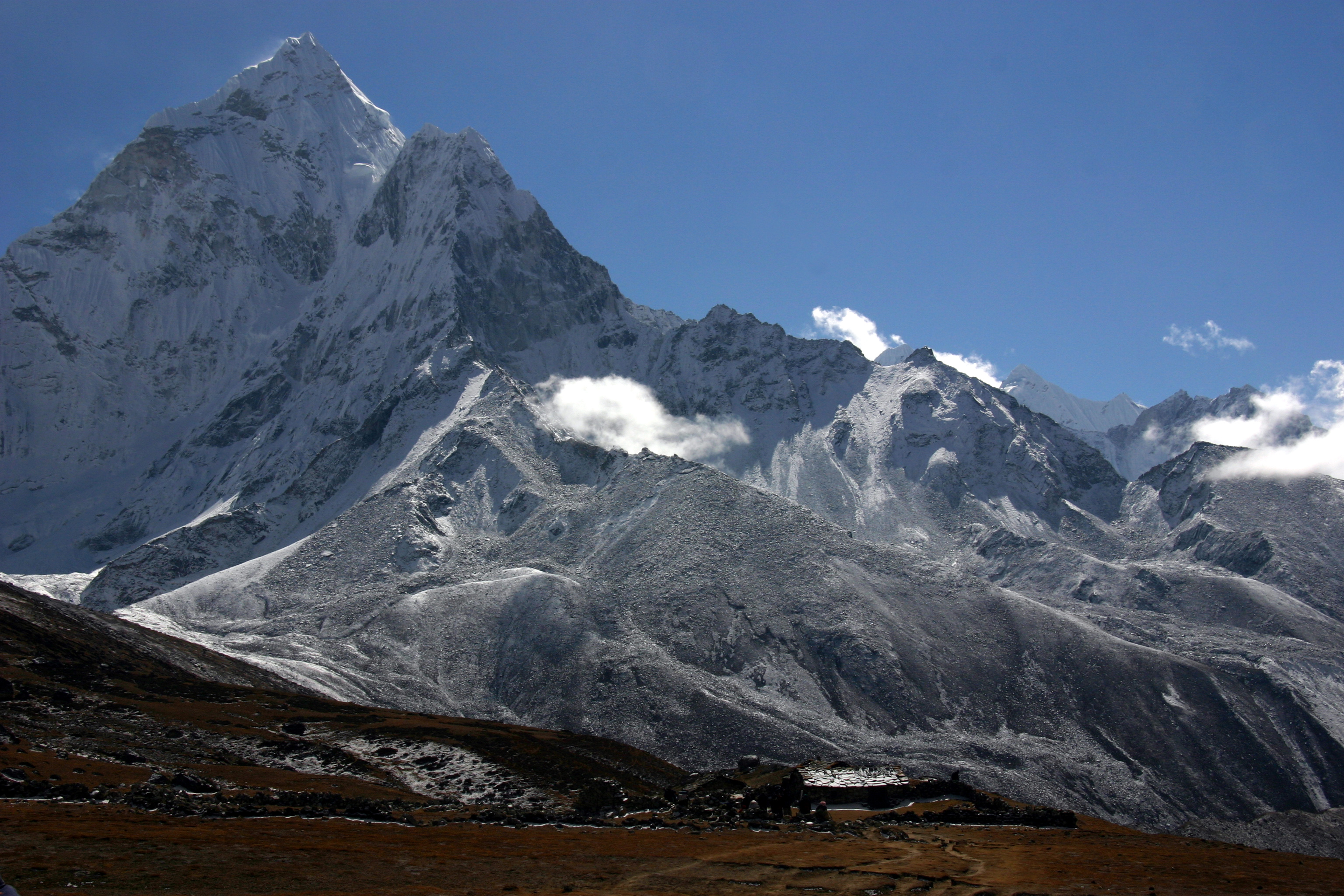
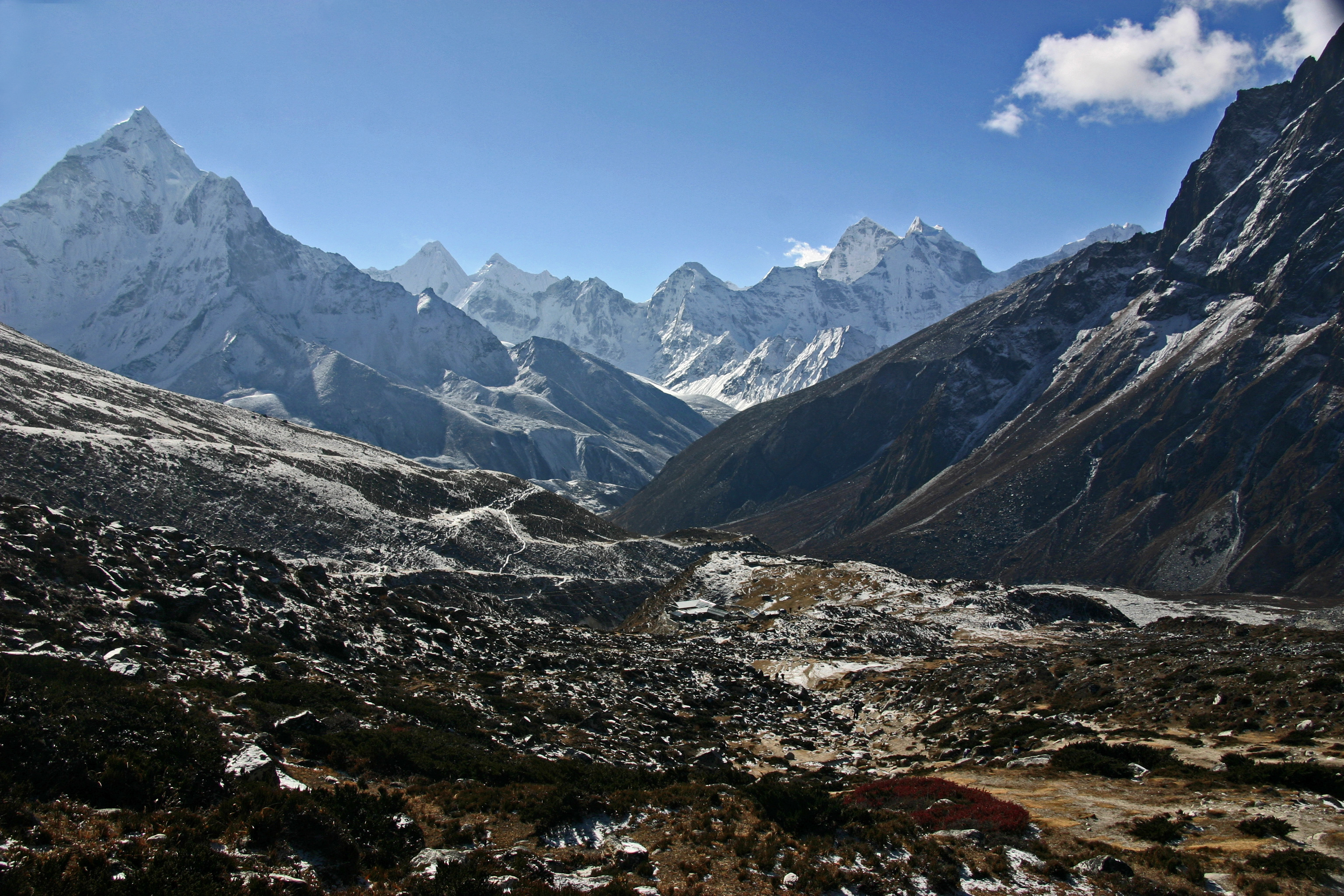
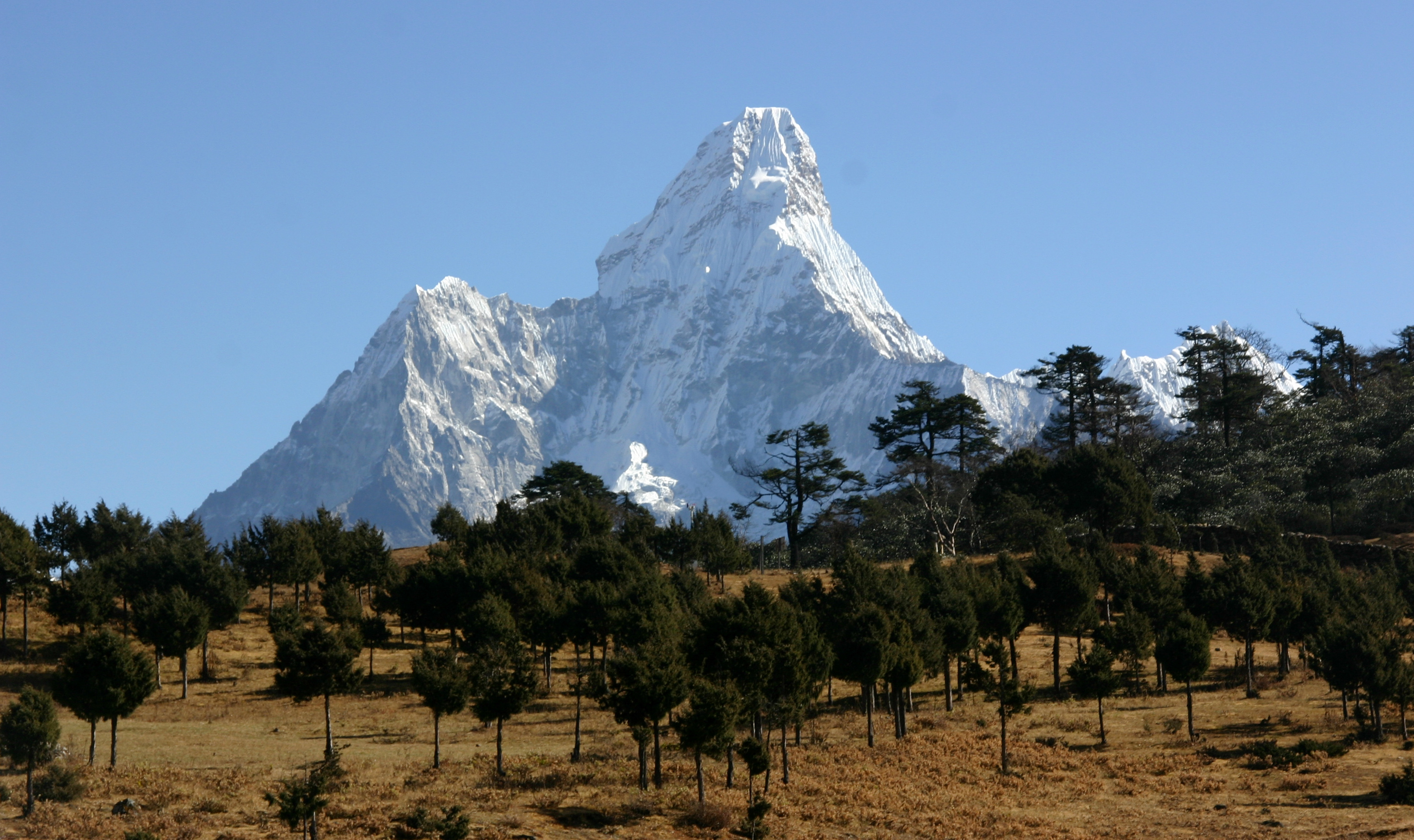